# Angelo Iachino
Angelo Iachino, nascut el 4 d'abril de 1889 a Sanremo i mort el 3 de desembre de 1976 a Roma, va ser un Almirall italià, que va estar al front de la Regia Marina a la Mediterrània durant la Segona Guerra Mundial.
Fill d'un mestre d'institut, ingressà a l'Acadèmia Naval de Livorno als 15 anys. Participà en les guerres colonials a Líbia amb el rang de guardamarina. Participà també a la Primera Guerra Mundial, comandant una torpedinera.
Durant el període d'entreguerres participà en diverses missions a l'estranger, estant al comandament de la canonera fluvial Ermanno Carlotto, a la concessió italiana a Tianjin, així com el creuer Armando Diaz durant un viatge propagandístic per l'estranger.
Va ser ascendit ràpidament, ocupant el seu primer destí d'importància com a comandant de l'Acadèmia Naval de Livorno.
En iniciar-se la Segona Guerra Mundial assumí el comandament de la Segona Esquadra, formada per creuers pesants, participant en la batalla del Cap Teulada el 27 de novembre de 1940.
El 9 de desembre de 1940 va ser nomenat Comandant en Cap de la Flota de guerra, substituint a Inigo Campioni; lluitant contra els almiralls britànics de la Royal Navy Andrew Cunningham i Philip Vian, els quals van assumir el comandament de la Flota de la Mediterrània durant la Segona Guerra Mundial, així com amb el també britànic James Somerville, comandant de la Força H amb seu a Malta. Tanmateix, va estar al comandament de la flota italiana durant la batalla del Cap Matapan i en la Primera i en la Segona batalla del golf de Sirte
L'abril del 1943 va ser substituït per Carlo Bergamini. El 24 de novembre de 1947 va ser nomenat Gran Oficial de l'Orde Militar de Savoia
El 1954, després de ser promogut a almirall, abandonà el servei actiu i passà a la reserva. Després del seu retir, publicà diverses obres sobre els esdeveniments de la Segona Guerra Mundial.
El 1974 oferí a Tàrent el Monument al Mariner de Tàrent. Morí a Roma el 3 de desembre de 1976.

## Dates de promoció
Almirall d'armada - 6 d'abril de 1943
 Almirall d'esquadra designat d'armada - 6 d'abril de 1942
 Almirall de esquadra - 16 de setembre de 1939
 Almirall de divisió - 1 de gener de 1938
 Contraalmirall – 17 d'agost de 1936
 Capita de navili – 22 de febrer de 1932
 Capità de fragata – 24 de gener de 1926
 Capità de corbeta - 23 de setembre de 1920
 Tinent de vaixell – 30 d'abril de 1914
 Sotstinent de vaixell 5 de maig de 1910
 Guardiamarina – 14 de novembre de 1907

## Condecoracions
Gran oficial de l'orde militar d'Itàlia - 30 de desembre de 1952
 Gran oficial de l'orde de la Corona d'Itàlia - 28 de setembre de 1936
 Comanador de l'orde de Sant Maurici i Sant Llàtzer - 16 de gener de 1939
 Medalla commemorativa de la guerra 1915-1918)4 anys de campanya)
 Medalla commemorativa de la Unitat d'Itàlia
 Medalla commemorativa italiana de la Victòria de 1918
 Medalla Commemorativa del Període Bèl·lic 1940-43
 Creu d'or dels 25 anys de servei
 Creu d'or dels 40 anys de servei
 Medalla Mauriciana al Mèrit pels 50 anys de Carrera Militar